# 웨스턴오스트레일리아 대학교
웨스턴오스트레일리아 대학교(University of Western Australia, UWA)는 오스트레일리아 웨스턴오스트레일리아주의 주도 퍼스에 위치한 공립 연구 대학이다. 1911년 웨스턴오스트레일리아주 법률에 의해 설립됐고, 2년 후 학생들을 가르치기 시작했다. 호주에서 여섯 번째로 오래된 대학으로 1973년 이전까지 웨스턴오스트레일리아주에서 유일한 대학이었다. 메인 캠퍼스는 퍼스에 있으며, 알바니에 제2 캠퍼스가 있다. 인문대학과 경영대학, 법과대학, 교육대학, 자연대학, 보건 · 의과대학과 대학원 등 여러 학부와 학과로 구성돼 있다.

## 같이 보기
- 오스트레일리아의 대학 목록